# Centre Républicain (politieke partij)
Centre Républicain was een politieke partij in Frankrijk, die in 1956 door leden van de Parti Radical-Socialiste werd opgericht, die over het linkse beleid van partijvoorman Pierre Mendès France ontevreden waren, omdat hij samenwerking met linkse partijen, vooral met de socialistische SFIO, nastreefde. De partij was tegen de onafhankelijkheid van Algerije gekant en sterk anti-gaullistisch.
Het Centre Républicain maakte in de periode 1958-1967 deel uit van de fractie Formation Administrative des Non-Inscrits in de Assemblée nationale. De partij werkte met andere (centrum-)rechtse partijen samen. Uit deze samenwerking ontstond in 1973 de Mouvement Réformateur. Het Centre Républicain ging in 1978 in de Parti Radical Valoisien van Jean-Jacques Servan-Schreiber op.
Henri Queuille (1884-1970) diende, voordat hij later van het Centre Républicain lid werd, van 1913 tot 1935 in de Assemblée nationale.
Er was eerder al, van 1932 tot 1936, een parlementaire groepering geweest met dezelfde naam Centre Républicain.